# Trichosteleum asperifolium
Trichosteleum asperifolium är en bladmossart som beskrevs av Brotherus och Jean Édouard Gabriel Narcisse Paris 1911. Trichosteleum asperifolium ingår i släktet Trichosteleum och familjen Sematophyllaceae. Inga underarter finns listade i Catalogue of Life.